# Murder at Monte Carlo
Murder at Monte Carlo is een Britse misdaadfilm uit 1934 onder regie van Ralph Ince met voor de eerste keer Errol Flynn in een hoofdrol. De film is wellicht zoekgeraakt.

## Verhaal
Een Fleet Street verslaggever (Errol Flynn) onderzoekt de bewering van Dr. Becker (Paul Graetz), een wiskundeprofessor, dat hij een onfeilbaar systeem bezit om het roulettewiel in Monte Carlo te verslaan. Hij weigert zijn verloofde Gilian (Eve Gray) mee te nemen, maar ze besluit toch te gaan en verslag uit te brengen voor een rivaliserende krant. Dr. Becker komt om het leven en het lijkt op zelfmoord, maar Gilian is ervan overtuigd dat het moord is. Ze verzamelt alle verdachten in een kamer om de misdaad te recreëren.

## Rolverdeling
| Acteur             | Personage           |
| ------------------ | ------------------- |
| Errol Flynn        | Dyter               |
| Eve Gray           | Gilian              |
| Paul Graetz        | Dr. Heinrich Becker |
| Molly Lamont       | Margaret Becker     |
| Ellis Irving       | Marc Orton          |
| Laurence Hanray    | Collum              |
| Henry Victor       | Major               |
| Brian Buchel       | Yates               |
| Peter Gawthorne    | Duprez              |
| Gabriel Toyne      | Wesley              |
| Jame Dale          | Gustav              |
| Henry B. Longhurst | Editor              |
| Ernest Sefton      | Sankey              |

## Trivia
- De film was een zogenaamde "quota quickie", een goedkoop gemaakte film om te voldoen aan een toenmalige Britse wet die eiste dat er jaarlijks een minimum aantal Britse films geproduceerd werden.[4]
- Hoofdrolspeler Errol Flynn werd ontdekt door Irving Asher, de directeur van Teddington Studios in Engeland, die hem onder een optiecontract van zeven jaar plaatste nadat hij het hoofdkantoor van moederbedrijf Warner Brothers in Hollywood had gecontacteerd.[5] Eerder was Flynn al te zien geweest als figurant in de film I Adore You uit 1933 en had hij daarna enkele maanden stage gelopen bij een theatergezelschap in Northampton, voordat hij terugkeerde naar Teddington op zoek naar een manier om door te breken in de filmwereld. De film werd voltooid in november 1934 en Flynn verliet kort daarna Engeland om carrière te maken in Hollywood.[5]